# Vanalõve
Koordinaten: 58° 22′ N, 22° 50′ O
Vanalõve ist ein Dorf (estnisch küla) auf der größten estnischen Insel Saaremaa. Es gehört zur Landgemeinde Saaremaa (bis 2017: Landgemeinde Valjala) im Kreis Saare.
Das Dorf hat neun Einwohner (Stand 31. Dezember 2011).